# Miss Continente Americano 2010
Miss Continente Americano 2010 foi a 5ª edição do tradicional concurso de beleza de Miss Continente Americano. O evento se realizou no Palácio de Cristal, em Guaiaquil, cidade litorânea do Equador com a presença de vinte (20) aspirantes ao título e apresentação do jornalista Roberto Rodríguez e da Miss Equador Jennifer Pazmiño. A colombiana Lina Marcela Mosquera, detentora do título na ocasião, passou a coroa à peruana Giuliana Zevallos.

## Resultados

### Colocação
| Colocação      | País                                                                                             |
| Vencedora      | - Peru - Giuliana Zevallos                                                                       |
| 2º. Lugar      | - México - Karla Carrillo                                                                        |
| 3º. Lugar      | - Brasil - Marylia Bernardt                                                                      |
| Semifinalistas | - Colômbia - Leydi Gómez - República Dominicana - Alma Álvarez - Venezuela - Gabriela Concepción |

### Premiações Especiais
O concurso distribuiu os seguintes prêmios este ano: 
| Premiação           | País                           |
| Melhor Rosto        | - Peru - Giuliana Zevallos     |
| Miss Simpatia       | - Brasil - Marylia Bernardt    |
| Miss Fotogenia      | - Canadá - Chanel Beckenlehner |
| Melhor Traje Típico | - Peru - Giuliana Zevallos     |

## Candidatas
Disputaram o título este ano:
| - Argentina - Mariana Mantegazza - Bolívia - Paula Andrea Chaga - Brasil - Marylia Bernardt - Canadá - Chanel Beckenlehner - Chile - Sofía Viacava - Colômbia - Leydi Gómez - Costa Rica - Alejandra Rojas - Equador - Lady Mina - El Salvador - Sonia Cruz - Guatemala - Wendy Albizurez | - Honduras - Karen Sarmiento - México - Karla Carrillo - Nicarágua - Scharllette Allen - Panamá - Joan Nachell - Paraguai - María José Paredes - Peru - Giuliana Zevallos - Porto Rico - Nicole de la Torre - República Dominicana - Alma Álvarez - Uruguai - Eliana Gonnet - Venezuela - Gabriela Concepción |